# Петар I Орсеоло
Петар I Орсеоло (мађ. Orseolo Péter I, итал. Pietro Orseolo d'Ungheria; р. 1011. Венеција - 30. август 1058. Секешфехервар), краљ Угарске (1038—1041) и (1044—1046).
Петар I је дошао на престо 1038. године у јеку династијских борби за превласт у Угарској. Петар I Орсеоло је наставио политику својих претходника и покушао је ојачати хришћанство у полупаганској угарској краљевини. Његово непознавање ситуације у краљевини, нетактичност и самовоља су довеле до његовог пада и силаска са трона после непуне 3 године владавине.
Иако је био лишен власти амбиције Петра I се нису смањиле, па је тражио прилику де се поново врати на власт. Због прилика које су тада владале повратак на престо му је могао омогућити тадашњи цар Светог римског царства коме се морао заклети на подаништво. Петар I је то и урадио и успео је 1044. године да се опет врати на престо Угарске. На престолу је остао две године све док није избила побуна нехришћанских Мађара, његових противника, који су преовладали и збацили га са престола 1046. године.

## Венеција и Угарска
Петар је био сестрић Светог Стефана, првог хришћанског краља Угарске, а отац му је био Отон Орсеоло двадесетседми дужд Венеције. Брак између Стефанове сестре и Отона Орсеола је био склопљен 1009. године.
Током 1026. избила је побуна у Млецима, па је Петров отац морао да побегне у Константинопољ. Петар, међутим, није следио свог оца у избеглиштву у Византију, већ је отишао, заједно са својом мајком и сестром Фроицом, у Угарску. У Угарској су потражили заштиту код Петровог ујака, краља Угарске Стефана I.
Једини преживели син Светог Стефана, принц Имре Свети (Szent Imre herceg) је 2. септембра 1031. године погинуо у лову, тако да је Стефан I морао да донесе одлуку о новом престолонаследнику. Пошто је хтео да учврсти хришћанство, најлогичнији избор је био Петар Орсеоло, краљев сестрић.
Други претендент на престо је био Вазул, рођак краља Стефана I. Међутим Вазул је био више наклоњен паганским него хришћанским обичајима, па је знао да нема подршку краља. Амбиција је преовладала и Вазул је сковао заверу са намером да се краљ убије и тим чином себе доведе на престо. Краљ је открио заверу и Вазул је био ухваћен и убијен.
Ови догађаји су Петру широм отворили врата за долазак на престо, уз подршку Стефана I, једино је морао да се обавеже да неће дирати поседе Гизеле од Баварске, тадашње жене краља Стефана.

## Долазак на престо и прва владавина
Када је 15. августа 1038. године краљ Стефана I умро, Петар Орсеоло је крунисан без неких већих проблема и није имао видљиву опозицију. Политику коју је покушао да води је била она коју је водио његов претходник Стефан I, јачање хришћанства и потискивање паганских обичаја. Донео је нове уредбе помоћу којих је хтео да оствари своје циљеве, али није узео у обзир да он није био толико јака личност као Стефан I и да има мању подршку у угарском племству. Поборницима паганских обичаја је одредио сурове казне, а такође је повећао обавезе плаћања и осталих поданика краљевства, да би повећао приходе краљевске ризнице. Поред ових направио је још низ грешака. Именујући немачке и италијанске саветнике владајуће племство у Угарској је гурнуо у други план. Овиме је људе, који су га довели на власт одбацио и аутоматски их ставио на страну опозиције.
Доласком на власт Петар I Орсеоло је успоставио блиске односе са Бретиславом I, војводом од Чешке и заједно са њим је покушао да ојача власт и по могућности да прошири своје територије. Орсеоло и Бретислав су упадали са војском на околне територије под немачком влашћу и заједнички су спровели неколико војних похода против цара Хајнриха III.
Петар I Орсеоло је настављајући да спроводи исту политику 1041. године направио још једну од низа грешака. Одузео је поседе Гизели од Баварске, за које се пре доласка на власт обавезао да их неће дирати, а убио је и двојицу бискупа, Гизелиних посредника у преговорима и тиме је дефинитивно од себе одбио и оно мало својих следбеника у владајућим круговима.
Племство у Угарској се ујединило и отворено се супротставило краљу. Приликом свргавања Петра I Орсеола са власти дошло је до сукоба на двору и убијени су неки од краљевских саветника-странаца. Петар I Орсеоло бежи из Угарске и одлази у Аустрију где налази заштиту код Адалберта маркгрофа од Аустрије.
На угарски престо тада долази Шамуел Аба, зет Гезе, великог везира Мађара.

## Период у прогонству
Док је боравио у Аустрији, Петар I Орсеоло није губио време већ је тражио начин да се поново врати на угарски престо. Помоћ је затражио од свог дојучерашњег непријатеља цара Светог римског царства Хајнриха III. Немачки владар је прихватио понуду и једини услов је био да када поново дође на престо Петар I Орсеоло мора да прихвати врховну власт Хајнриха III. Међутим није све ишло так брзо како је Петар I Орсеоло очекивао. Хајнрих III је прво морао да решава своје проблеме, па је тек током 1042. повео рат против Мађара. Током 1042. у сукобима са Угрима Хајнрих је изашао као победник, освојио је девет утврђених градова, али није могао да Орсеола доведе на власт јер су се чак и цареви угарски савезници противили Орсеоловом повратку. Освојене угарске градове Хајнрих је предао на управљање грофу Бели, рођаку краља Стефана.
Хајнрих III је добро припремио други поход на Угарску, па је са великом војском кренуо 6. јуна 1044. Мађари су после месец дана борби били поражени у бици код Менфеа (Ménfő) и на власт је поново постављен Петар Орсеоло. Дотадашњи угарски краљ Шамуел Аба је ухваћен и одрубљена му је глава. Тим чином Хајнрих III је успоставио мир на својим јужним границама и обезбедио себи савезника.

## Друга владавина
Чин другог постављања Петра Орсеола на престо озваничен је 26. маја 1045. године у Секешфехервару. Петар Орсеоло међутим није имао снаге ни способности да самостално ојача краљевску власт и да смири страсти и незадовољство у краљевини. Опет је улазио из грешке у грешку. Протерао је Гизелу, изазвао незадовољство племства, а изгубио је чак и оно за шта се у почетку највише борио, подршку свештенства.
Већ током следеће године, у лето 1046. године, незадовољство је достигло кулминацију и свештенство је позвало Вазулове синове, који су били протерани и живели у Кијеву. Побунили су се и Мађари који су били привржени старој вери, па под вођством Вата збацују Петра Орсеола са престола, који онда бежи у западни део краљевства. Код места Замољ бива ухваћен, ослепљен и враћен у Секешфехервар као заробљеник где после неколико дана умире.
Сахрањен је у катедрали у Печују, која је била саграђена за време његове владавине.

## Породично стабло
|  |                     |  |  |  |  |  |  |  |  |  |  |  |  |  |  |  |
|  | 2. Отон Орсеоло     |  |  |  |  |  |  |  |  |  |  |  |  |  |  |  |
|  |                     |  |  |  |  |  |  |  |  |  |  |  |  |  |  |  |
|  |                     |  |  |  |  |  |  |  |  |  |  |  |  |  |  |  |
|  | 1. Петар I Орсеоло  |  |  |  |  |  |  |  |  |  |  |  |  |  |  |  |
|  |                     |  |  |  |  |  |  |  |  |  |  |  |  |  |  |  |
|  |                     |  |  |  |  |  |  |  |  |  |  |  |  |  |  |  |
|  | 6. Геза             |  |  |  |  |  |  |  |  |  |  |  |  |  |  |  |
|  |                     |  |  |  |  |  |  |  |  |  |  |  |  |  |  |  |
|  |                     |  |  |  |  |  |  |  |  |  |  |  |  |  |  |  |
|  | 3. Гримелда Угарска |  |  |  |  |  |  |  |  |  |  |  |  |  |  |  |
|  |                     |  |  |  |  |  |  |  |  |  |  |  |  |  |  |  |
|  |                     |  |  |  |  |  |  |  |  |  |  |  |  |  |  |  |
|  | 7. Шаролт           |  |  |  |  |  |  |  |  |  |  |  |  |  |  |  |
|  |                     |  |  |  |  |  |  |  |  |  |  |  |  |  |  |  |
|  |                     |  |  |  |  |  |  |  |  |  |  |  |  |  |  |  |